# A Dal 2017 – A legjobb 30
A Dal 2017 – A legjobb 30 a 2017-es Eurovíziós Dalfesztivál magyarországi nemzeti döntős dalainak válogatáslemeze, melyet az MTVA jelentetett meg 2017. január 26-án. Az album tartalmazta mind a 30 műsorban részt vevő dalt, beleértve azokat is, akik nem jutottak tovább a elő-, illetve a középdöntőből.

## Az album dalai
| CD 1  | CD 1              | CD 1                                                                | CD 1                                     | CD 1  | CD 1 | CD 1 | CD 1 | CD 1 | CD 1 |
|       | Cím               | Szerző(k)                                                           | Előadó                                   | Hossz |      |      |      |      |      |
| ----- | ----------------- | ------------------------------------------------------------------- | ---------------------------------------- | ----- | ---- | ---- | ---- | ---- | ---- |
| 1.    | On My Own         | Mujahid Zoltán / Johnny K. Palmer                                   | Mujahid Zoltán                           | 3:02  |      |      |      |      |      |
| 2.    | Kill Your Monster | Ferencz Péter, Magán Olivér / Henderson David                       | Peet Project                             | 2:57  |      |      |      |      |      |
| 3.    | Together          | Somogyvári Dániel, Szabó Ádám / Kozma Kata                          | Szabó Ádám                               | 3:01  |      |      |      |      |      |
| 4.    | Got To Be a Day   | Fedor Kyra, Nemes Csaba / Janky Balázs                              | Fedor Kyra                               | 3:01  |      |      |      |      |      |
| 5.    | Origo             | Pápai Joci                                                          | Pápai Joci                               | 3:03  |      |      |      |      |      |
| 6.    | Hunyd le szemed   | Sapszon Bálint / Csenki Dóra, Sapszon Orsolya                       | Sapszon Orsi                             | 2:43  |      |      |      |      |      |
| 7.    | Deák              | Földesi Péter, Grósz Márton, Nagy Miklós Adrián, Teremy Kristóf     | Spoon 21                                 | 3:02  |      |      |      |      |      |
| 8.    | Hosszú idők       | Tóth Gabriella, Molnár Tibor, Lotfi Begi, Nagy Dávid / Molnár Tibor | Totova & Freddie Shuman feat. Lotfi Begi | 3:02  |      |      |      |      |      |
| 9.    | #háttérzaj        | Závodi Marcel / Závodi Marcel, Závodi Gábor                         | Zävodi + Berkes Olivér                   | 3:03  |      |      |      |      |      |
| 10.   | Vége van          | Berkó Gábor                                                         | The Couple                               | 3:02  |      |      |      |      |      |
| 11.   | Kalandor          | Fodor Máté, Huszár Ádám, Góczán Gábor, Szabó Ferenc / Fodor Máté    | Soulwave                                 | 3:01  |      |      |      |      |      |
| 12.   | See It Through    | Radics Gigi, Radics Tamás / Riba Zoltán, Johnny K. Palmer           | Radics Gigi                              | 3:02  |      |      |      |      |      |
| 13.   | Father's Eyes     | Tóth G. Zoltán / Halász Péter                                       | Pál Benjámin                             | 3:02  |      |      |      |      |      |
| 14.   | I've Got a Fire   | Johnny K. Palmer, Somogyvári Dániel / Johnny K. Palmer              | Tóth Andi                                | 3:00  |      |      |      |      |      |
| 15.   | It's a Riot       | Kőváry Péter Zsolt                                                  | Peter Kovary & The Royal Rebels          | 3:01  |      |      |      |      |      |
| 45:02 |                   |                                                                     |                                          |       |      |      |      |      |      |

| CD 2  | CD 2             | CD 2                                                                    | CD 2                     | CD 2  | CD 2 | CD 2 | CD 2 | CD 2 | CD 2 |
|       | Cím              | Szerző(k)                                                               | Előadó                   | Hossz |      |      |      |      |      |
| ----- | ---------------- | ----------------------------------------------------------------------- | ------------------------ | ----- | ---- | ---- | ---- | ---- | ---- |
| 1.    | Jericho          | Sebastian Arman, Joachim Persson                                        | Muri Enikő               | 3:03  |      |      |      |      |      |
| 2.    | Frozen King      | Galambos Dorina, Somogyvári Dániel, Héjja Katalin / Galambos Dorina     | Mrs Columbo              | 3:02  |      |      |      |      |      |
| 3.    | Fall Like Rain   | Várallyay Petra / Várallyay Petra, Várallyay Katus                      | Kanizsa Gina             | 2:34  |      |      |      |      |      |
| 4.    | Mint a hurrikán  | Szobolits Balázs                                                        | the WiNgs                | 3:04  |      |      |      |      |      |
| 5.    | Rain             | Harmath Szabolcs / Iványi Angelika                                      | Singh Viki               | 3:03  |      |      |      |      |      |
| 6.    | Élet             | Köteles Leander                                                         | Leander Kills            | 3:02  |      |      |      |      |      |
| 7.    | Create           | Csondor Kata, Balogh Roland / Mihola Péter                              | Csondor Kata             | 2:55  |      |      |      |      |      |
| 8.    | Karcok           | Szepesi Zsolt, Le Quang Huy, Máté Gyárfás / Budai Gábor, Máté Gyárfás   | Benji                    | 3:02  |      |      |      |      |      |
| 9.    | Dust In the Wind | Johnny K. Palmer, Somogyvári Dániel / Johnny K. Palmer, Henderson David | Chase                    | 3:02  |      |      |      |      |      |
| 10.   | Glory            | Oberritter Dóra, Szepesi Zsolt / Oberritter Dóra, Baross Attila         | Calidora                 | 2:58  |      |      |      |      |      |
| 11.   | White Shadows    | Henderson David, Tóth Dávid, Ferencz Péter Peet / Henderson David       | Henderson David          | 3:02  |      |      |      |      |      |
| 12.   | Nyitva a ház     | Farkas István / Pajor Tamás                                             | Roma Soul                | 3:05  |      |      |      |      |      |
| 13.   | Ősz              | Mező Márió, Táborosi Márk / Mező Zoltán                                 | Rocktenors               | 3:00  |      |      |      |      |      |
| 14.   | Jártam           | Garay Anna Elza                                                         | AnnaElza feat. Kása Juli | 3:02  |      |      |      |      |      |
| 15.   | 17               | Kállay András, Szepesi Zsolt, Tóth Ádám / Kállay András                 | Kállay Saunders Band     | 2:57  |      |      |      |      |      |
| 44:51 |                  |                                                                         |                          |       |      |      |      |      |      |